# Louis Astre
Pour les articles homonymes, voir Astre.
Louis Astre, né le 20 juin 1924 à La Bastide-de-Besplas (Ariège) et mort à Paris 14e le 27 octobre 2020, est un enseignant syndicaliste français qui a notamment exercé des responsabilités exécutives nationales à la Fédération de l'Éducation nationale (FEN) de 1961 à 1984. Il a été le premier président de l'Institut de recherches économiques et sociales (IRES).

## Biographie

### Jeunesse et formation
Le père de Louis Astre était instituteur et militait à la Section française de l'Internationale ouvrière, à la Ligue des Droits de l’Homme, au Syndicat national des instituteurs. Après une enfance à la campagne, il vit à Pamiers les premiers enthousiasmes du Front populaire au sein des Faucons rouges. En 1944 il participe avec les Francs-Tireurs et Partisans français (FTP) aux combats de la libération de l’Ariège puis, en novembre, il rejoint Toulouse au service des responsables socialistes de la capitale du Midi rouge : Paul Debauges et le maire Raymond Badiou. Il milite notamment aux Étudiants socialistes, aux Auberges de jeunesse. Étudiant en droit en 1945, il obtient sa licence en 1948 et un diplôme d’économie en 1949.

### Carrière de syndicaliste
Maitre d’internat en 1945, il adhère au SNES, syndicat de la Fédération de l'Éducation nationale (FEN), elle-même affiliée à la CGT unitaire de l’époque. À la rentrée 1946, Louis Astre est volontaire pour animer les méthodes d’éducation active lors de la création du lycée Bellevue à Toulouse, l’un des quatre lycées pilotes de la réforme des Classes nouvelles lancée par Gustave Monod dans la perspective du Plan Langevin-Wallon.
En 1949, élu délégué syndical national des maîtres d'internat, il rejoint à Paris le Bureau du Syndicat national de l’enseignement secondaire, le SNES, et la Commission administrative de la Fédération de l'Éducation nationale, la FEN, jusqu’en 1954. À ce titre il est élu vice président du Comité national de la Jeunesse créé en 1950 par l’Unesco, puis élu à la Commission nationale française pour l’Unesco qui le porte à son comité permanent. 
Après avoir obtenu le Capet de sciences et techniques économiques en 1956, il est élu secrétaire national du Syndicat national de l'enseignement technique en 1959, puis secrétaire général en 1961. Il continue d'occuper cette fonction au sein du « Nouveau SNES » issu de la fusion du SNES et du SNET en 1966, mais la direction de celui-ci passe en 1967 à Unité et Action. Il revient alors à l'enseignement, tout en restant membre des bureaux du « Nouveau SNES » et de la FEN.
En 1970, il devient secrétaire permanent de la FEN et assume un ensemble de responsabilités au sein de l’exécutif fédéral jusqu'à sa retraite en 1984 et, au-delà, continue à assumer un certain nombre de mandats au nom de la FEN. En 1993, le SNES est exclu définitivement de la FEN. Opposé à la scission de la Fédération, Louis Astre fait le choix de rester adhérent du syndicat qu’il a fondé et qu’il suit à la FSU. Il crée l’Institut de la FSU dont il est le premier président jusqu’en 1998. Il reste néanmoins fidèle à son orientation première et conserve des relations personnelles avec nombre de militants de l’UNSA éducation.
Il meurt à Paris, le 26 octobre 2020, d'un arrêt cardiaque,

### Engagement politique
D'abord adhérent de la SFIO, il quitte le parti, en désaccord avec la politique algérienne de Guy Mollet et rejoint le Parti socialiste autonome qui l’élit à sa Commission administrative permanente. Il soutient la création du Parti socialiste unifié (PSU) mais n’y adhère qu’une année. Après avoir rejoint le « Nouveau Parti socialiste » d'Alain Savary en 1970, il adhère au Parti socialiste dès sa création en 1971 et intègre l'équipe de campagne de François Mitterrand en 1974.

### Sources - Références bibliographiques et vidéographiques
- Archives de la FEN et du Centre Henri-Aigueperse / UNSA Éducation.
- Archives personnelles de Louis Astre.
- Cahiers du centre fédéral (les), « Louis Astre: engagement militant dans la FEN. La fusion SNES-SNET », présentation de Guy Putfin, éd.Centre Henri-Aigueperse UNSA Éducation, no 35, s.d.(Le témoignage de Louis Astre et le débat qui a suivi remonte au 16 mai 1990 et s'est inscrit dans le cadre d'un séminaire commun au Centre Henri-Aigueperse et au Centre histoire des mouvements sociaux et du syndicalisme (Paris I).
- Cent Ans de syndicalisme, Henri Aigueperse, éd. Martinsart, Paris 1977.
- Dictionnaire biographique, mouvement ouvrier, mouvement social, « Le Maitron » : notice biographique.
- Fédération de l'Éducation nationale (1928-1992) (La) — Histoire et Archives en débat, Laurent Frajerman, Françoise Bosman, Jean-François Chanet, Jacques Girault éditeurs, Presses universitaires du Septentrion, Villeneuve-d'Ascq, 2010.
- Fonds « Louis Astre » au Centre des archives du monde du travail (CAMT) de Roubaix.
- Histoire de la FEN par Guy Brucy, préface d'Antoine Prost, avant-propos de Patrick Gonthier, secrétaire général de l'UNSA Éducation, Belin, collection « Histoire de l'éducation », Paris, 2003.
- Histoire du SNES par Alain Dalançon:
  - tome I: « Plus d’un siècle de mûrissement, des années 1840 à 1966/67 », IRHSES, 2003, 272 p.
  - tome II: « Les années tournant (1967-1973)», IRHSES, 2007, 516 p.
- Grève enseignante en quête d'efficacité (la), dir. Laurent Frajerman, avant-propos de Gérard Aschieri et Alain Dalançon, éd. Syllepse, Paris, janvier 2013[4].
- Indépendance et Démocratie, bulletin de la tendance UID du SNES.
- Laïcité, Jean Cornec, SUDEL éd., Paris 1965
- L'Enseignement public, bulletin mensuel de la Fédération de l'Éducation nationale.
- Le Travailleur de l'enseignement technique, bulletin mensuel du SNET.
- Témoignages de Louis Astre (Histoire et archives orales de l'enseignement [texte non accessible]; entretiens avec Guy Brucy; témoignages et entretiens au Centre Henri-Aigueperse FEN / UNSA Éducation, notamment dans les Cahiers du centre fédéral no 37).
- Travaux sur le SNET de Julien Veyret.
- [vidéo] Archives INA: « libre expression » de la FEN[5]  diffusée sur la télévision publique. La FEN avait consacrée cette émission à son congrès d'Avignon de 1982. La majorité du reportage est consacrée à une interview (présentée en deux parties) de Louis Astre par la journaliste Annette Ardisson.